# Alphonse Lacroix
Alphonse Albert „Frenchy” Lacroix (Newton, Massachusetts, 1897. október 21. – Lewiston, Maine, 1973. április 12.) olimpiai ezüstérmes amerikai jégkorongozó. Szülei francia-kanadaiak voltak.
Az 1924. évi téli olimpiai játékokon részt vett az amerikai férfi jégkorong-válogatottal a jégkorongtornán, mint a csapat kapusa. A csoportkörből óriási fölénnyel, kapott gól nélkül jutottak tovább a négyes döntőbe, ahol csak a kanadai válogatott tudta őket legyőzni, így ezüstérmesek lettek. A Boston Athletic Associationból került a válogatottba. Mind az 5 mérkőzésen játszott.
1919 és 1925 között a bostoni csapatban játszott, majd lehetőséget kapott a National Hockey League-ben, a Montréal Canadiensnél. 5 mérkőzésen játszott. Ezután már csak amerikai amatőr ligában védett. 1931-ben vonult vissza, és játékos megfigyelőként dolgozott tovább.